# Николаос Ципурас Стилос
Николаос Ципурас Стилос (на гръцки: Νικόλαος Τσιπούρας Στύλος) е гръцки военен и революционер, деец на гръцката въоръжена пропаганда в Македония от края на XIX и началото на XX век.

## Биография
Роден е в 1860 година в Скотина, тогава в Османската империя, днес Гърция. Още в ранна възраст се присъединява към така наречената Македонска борба. Развива широка дейност в гръцката въоръжена пропаганда в Македония и е сред най-дейните андарти в региона.
Взима участие във военните действия по време на Балканските войни, Епирската борба през пролетта на 1914 година, Първата световна война и в Мала Азия.
На 28 август 1928 година е награден от държавата за приносите си към Гърция по случай 100 години от независимостта.
Умира на 72 години в родното си село.